# Зубрилин, Константин Владимирович
Константин Владимирович Зубрилин (род. 23 марта 1963 года) — российский художник, член-корреспондент РАХ (2013).

## Биография
Родился 23 марта 1963 году, живёт и работает в Москве.
В 1981 году — окончил Московскую среднюю художественную школу, в 1987 году — окончил факультет живописи Московского государственного художественного института имени В. И. Сурикова, руководитель — И. С. Глазунов.
С 1995 года — член Московского Союза художников.
В 2013 году — избран членом-корреспондентом Российской академии художеств от Отделения живописи.
С 1999 года — руководитель творческой мастерской по художественному проектированию интерьеров, в настоящее время — декан факультета скульптуры Российской академии живописи, ваяния и зодчества Ильи Глазунова.

## Творческая деятельность
Оформлял фильмы «Царь Борис» (1993), «Старые песни о главном» (1995), «Романовы. Венценосная семья» (2000), «Турецкий гамбит» (2005).
Сценограф спектакля Большого театра «Сказание о невидимом граде Китеже и деве Февронии», художник-постановщик фильмов «В круге первом» (2004), «220 вольт любви» (2010), «118 секунд, до… и после» (2014).
Произведения находятся в коллекции Государственного историко-литературного музея-заповедника А. С. Пушкина, в частных собраний России и за рубежом.
Участник международных, российских выставок, в том числе «В поисках красоты…» в Центральном выставочном зале Вологодской областной картинной галереи (2011), «Притяжение реализма. Современные художники» в Музейно-выставочном комплексе Школы акварели Сергея Андрияки (2016).

## Награды
- Заслуженный художник Российской Федерации (2011)[1]
- Премия ТЭФИ (совместно с А. Панфиловым, номинация «Лучший художник постановщик», за 2006 год) — за телесериал «В круге первом»